# Passiflora gritensis
Passiflora gritensis är en passionsblomsväxtart som beskrevs av Karst.. Passiflora gritensis ingår i släktet passionsblommor, och familjen passionsblomsväxter. Inga underarter finns listade i Catalogue of Life.